# Communauté de communes du pays de Verneuil-sur-Avre
La communauté de communes du pays de Verneuil-sur-Avre est une ancienne communauté de communes française, située dans les départements de l'Eure et d'Eure-et-Loir et dans les régions Centre-Val de Loire et Normandie.

## Histoire
- 1er janvier 2000 : adhésion de Breux-sur-Avre.
- 1er janvier 2004 : adhésion de Montigny-sur-Avre et de Rueil-la-Gadelière. La communauté de communes devient interrégionale.
- Ses communes intègrent la communauté de communes Normandie Sud Eure le 1er janvier 2017 en application du schéma départemental de coopération intercommunale.

## Composition
Elle regroupait les communes suivantes : 
| Nom                       | Code Insee | Gentilé             | Superficie (km2) | Population (dernière pop. légale) | Densité (hab./km2) |
| ------------------------- | ---------- | ------------------- | ---------------- | --------------------------------- | ------------------ |
| Verneuil-sur-Avre (siège) | 27679      | Vernoliens          | 31,97            | 6 680 (2014)                      | 209                |
| Armentières-sur-Avre      | 27019      | Armentiérois        | 6,11             | 173 (2014)                        | 28                 |
| Bâlines                   | 27036      | Bâlinois            | 3,73             | 541 (2014)                        | 145                |
| Les Barils                | 27038      | Barilois            | 9,53             | 228 (2014)                        | 24                 |
| Bourth                    | 27108      | Bourthois           | 18,63            | 1 276 (2014)                      | 68                 |
| Breux-sur-Avre            | 27115      | Brédiens            | 7,08             | 347 (2014)                        | 49                 |
| Chennebrun                | 27155      | Chennebrunois       | 2,92             | 114 (2014)                        | 39                 |
| Courteilles               | 27182      | Courteillois        | 6,24             | 148 (2014)                        | 24                 |
| Gournay-le-Guérin         | 27291      | Gournayais          | 12,27            | 137 (2014)                        | 11                 |
| Mandres                   | 27383      | Mandrais            | 11,79            | 360 (2014)                        | 31                 |
| Montigny-sur-Avre         | 28263      |                     | 7,26             | 261 (2014)                        | 36                 |
| Piseux                    | 27457      | Pisotins            | 19,63            | 742 (2014)                        | 38                 |
| Pullay                    | 27481      | Pullaysiens         | 12,03            | 403 (2014)                        | 33                 |
| Rueil-la-Gadelière        | 28322      | Rueillois           | 18,44            | 533 (2014)                        | 29                 |
| Saint-Christophe-sur-Avre | 27521      | Saint-Christophiens | 10,76            | 150 (2014)                        | 14                 |
| Saint-Victor-sur-Avre     | 27610      | Saint-Victoriens    | 6,90             | 63 (2014)                         | 9,1                |
| Tillières-sur-Avre        | 27643      | Tilliérois          | 16,76            | 1 117 (2014)                      | 67                 |

## Démographie
| 1999   | 2012   |
| ------ | ------ |
| 12 569 | 12 714 |

### Sources
- le splaf - (Site sur la Population et les Limites Administratives de la France)